# USS Maine (BB-10)
USS Maine (BB-10) byl americký predreadnought, který postavila pensylvánská loděnice William Cramps & Sons. Jednalo se o vedoucí loď třídy Maine, která celkem zahrnovala tři lodě.

## Technické specifikace
Maine byla dlouhá 120,04 m a na šířku měřila 22,02 m. Ponor lodi byl hluboký 7,42 m a při plném výtlaku Maine vytlačila 13 900 t vody. O pohon lodi se staralo dvacet čtyři uhelných kotlů Niclausse, díky kterým mohla loď plout rychlostí 33 km/h. Posádku lodi tvořilo 561 důstojníků a námořníků.

## Výzbroj
Nejsilnější zbraně na lodi byly dvě dvojhlavňové dělové věže s 305mm děly. Druhé nejsilnější zbraně na lodi bylo šestnáct 152mm kanónů. Dále byla Maine vyzbrojena osmi 47mm kanóny QF 3-pounder, šesti 37mm automatickými kanóny QF 1-pounder a čtyřmi torpédomety pro 457mm torpéda.